# Mandana Seyfeddinipur
 (juillet 2018).
Mandana Seyfeddinipur est une linguiste iranienne. Elle travaille à la School of Oriental and African Studies de Londres et dirige depuis 2014, l'Endangered Languages Archives.

## Biographie
Seyfeddinipur a grandi en Allemagne. Mandana Seyfeddinipur a étudié entre autres, la linguistique et la Perse, à l'Université libre de Berlin, où elle a obtenu une maîtrise. Ensuite, elle a effectué un doctorat de 2000 à 2005, au Max-Planck-Institut für Psycholingustik à Nimègue. Sa thèse de doctorat portait le titre de « Disfluency: Interrupting speech and gesture ». Elle a ensuite été postdoc de 2006 à 2010 à l'Université de Stanford. Après un séjour de courte durée au Max-Planck-Institut, Seyfeddinipur passe à la School of Oriental and African Studies de l'University of London en 2010, pour y travailler dans le cadre de l'Endangered Languages Documentation Programme. Depuis 2014, elle dirige l’Endangered Languages Archives (ELAR) qui s'occupe de la recherche et de la documentation des langues en danger et, depuis 2010, accorde des subventions dans ce sens. En tant qu'experte dans les domaines du langage et de la multimodalité forment des scientifiques pour développer des collections multimédia de langues en danger.
Dans le cadre de son enseignement, elle enseigne dans ses cours le mode visuel du langage (mode visuel du langage), l'utilisation de la vidéo dans la recherche de terrain sur les langues en danger, la psychologie de la parole et l'utilisation du langage. Son domaine de recherches porte principalement sur documentation vocale (audiovisuelle), culturelle et la diversité linguistique dans l'usage de la langue, la psycholinguistique et de Production du langage.

## Œuvres

### Monographies
- Disfluency: Interrupting speech and gesture.  Nijmegen: MPI-Series dans Psycholinguistics, 2006. (Thèse de doctorat)

### Articles
- avec Dale Barr, The role of fillers in listener attributions for speaker disfluency, in Language and Cognitive Processes, (25), Pages 441-455; 2010.
- avec Sotaro Kita et Peter Indefrey: How speakers interrupt themselves in managing problems in speaking: Evidence from self-repairs, dans Cognition, (108) 3, pages 837-842; 2008.
- avec Sotaro Kita: Gestures and speech disfluencies, in Proceedings of the 27th Conference of the Berkeley Linguistic Society, (BLS), Berkeley, February 2001. 2003.
- avec Sotaro Kita, Gesture as an indicator of early error detection in self-monitoring of speech, in Proceedings of the ISCA (International Speech Communication Association) Tutorial and Research Workshop. DiSS’01:Disfluency in spontaneous speech’ University of Edinburgh, Scotland; 2001.

### Autres
- avec Marianne Gullberg, From gesture in conversation to visible action as utterance, Amsterdam, Benjamins, 2014.
- Reasons for Documenting Gestures and Suggestions for How to Go About It, in Nicholas Thieberger (Hrsg.), The Oxford Handbook of Linguistic Fieldwork, Oxford, Oxford University Press, 2011.
- Meta-discursive gestures from Iran: Some uses of the ‘Pistolhand’, in Cornelia Mueller und Roland Posner (Hrsg.). The Semantics and Pragmatics of Everyday Gestures: Proceedings of the Berlin Conference April 1998. Berlin, Weidler Verlag; 2004.
- avec Sotaro Kita, Gestures and repairs in speech, in Christian Cavé, Isabelle Guaïtella und Serge Santi (Hrsg.): Oralité et Gestualité. Interactions et comportements multimodaux dans la communication. Actes du colloque ORAGE 2001. Paris: l'Harmattan, Seiten 266–279; 2001.